# Regulares

Wappen der Regulares

Die Regulares (Fuerzas Regulares Indígenas, „Reguläre Indigene Kräfte“) sind ein Elitegroßverband, großteils aus den Einwohnern von Ceuta und Melilla gebildet, des spanischen Heeres und sind in den Plazas de soberanía entlang der marokkanischen Küste stationiert, nehmen aber auch gelegentlich an internationalen Friedensmissionen teil. Ursprünglich wurden die Regulares aus der indigenen Bevölkerung von Spanisch-Marokko rekrutiert.

## Geschichte
Die Regulares wurden im Jahr 1911 unter General Dámaso Berenguer Fusté ins Leben gerufen mit dem Ziel, eine Leichte Infanterie mit guten Kenntnissen über Geländebeschaffenheit und Kampftaktik des Gegners im Laufe der Rifkriege zu schaffen. Hierzu wurden großteils Einheimische aus Spanisch-Marokko rekrutiert. Neben ihrem Einsatz in den Rifkriegen nahmen die Regulares während der Zweiten Spanischen Republik auch an der Niederschlagung der Bergarbeiter-Aufstände im Jahr 1934 teil. Im Zuge des Spanischen Bürgerkriegs kämpften die Regulares an vorderster Front auf Seiten der Aufständischen unter Francisco Franco, der seinerseits zwischen 1913 und 1920 bei diesen gedient hatte. Nach der Unabhängigkeit Marokkos im Jahre 1956 wurden große Teile des zeitweise bis zu acht Regimenter (Grupos) umfassenden Großverbandes aufgelöst. Heute bestehen noch zwei Regimenter. Die Regulares sind die meistausgezeichnete bestehende Einheit des spanischen Heeres.

## Auftrag
Die Regulares sind eine Einheit der Leichten Infanterie. Aufgrund der Tatsache, dass sie heute vor allem der Erhaltung der spanischen Souveränität über die sogenannten Plazas de soberanía entlang der marokkanischen Küste dienen, sind sie auf Häuserkampf und Kampf in unwegsamen Gelände spezialisiert.

## Organisation
Die Regulares sind traditionell und bis heute in Grupos (Regimenter) und Tabores (Bataillone) unterteilt:
- Grupo de Regulares de Melilla nº 52 (Stationiert in Melilla, Peñón de Vélez de la Gomera, Peñón de Alhucemas und Islas Chafarinas)
  - Tabor Alhucemas I
  - Tabor Rif II
- Grupo de Regulares de Ceuta nº 54 (Stationiert in Ceuta)
  - Tabor motorizado Tetuan II
    - Panzerabwehrkompanie

## Uniform

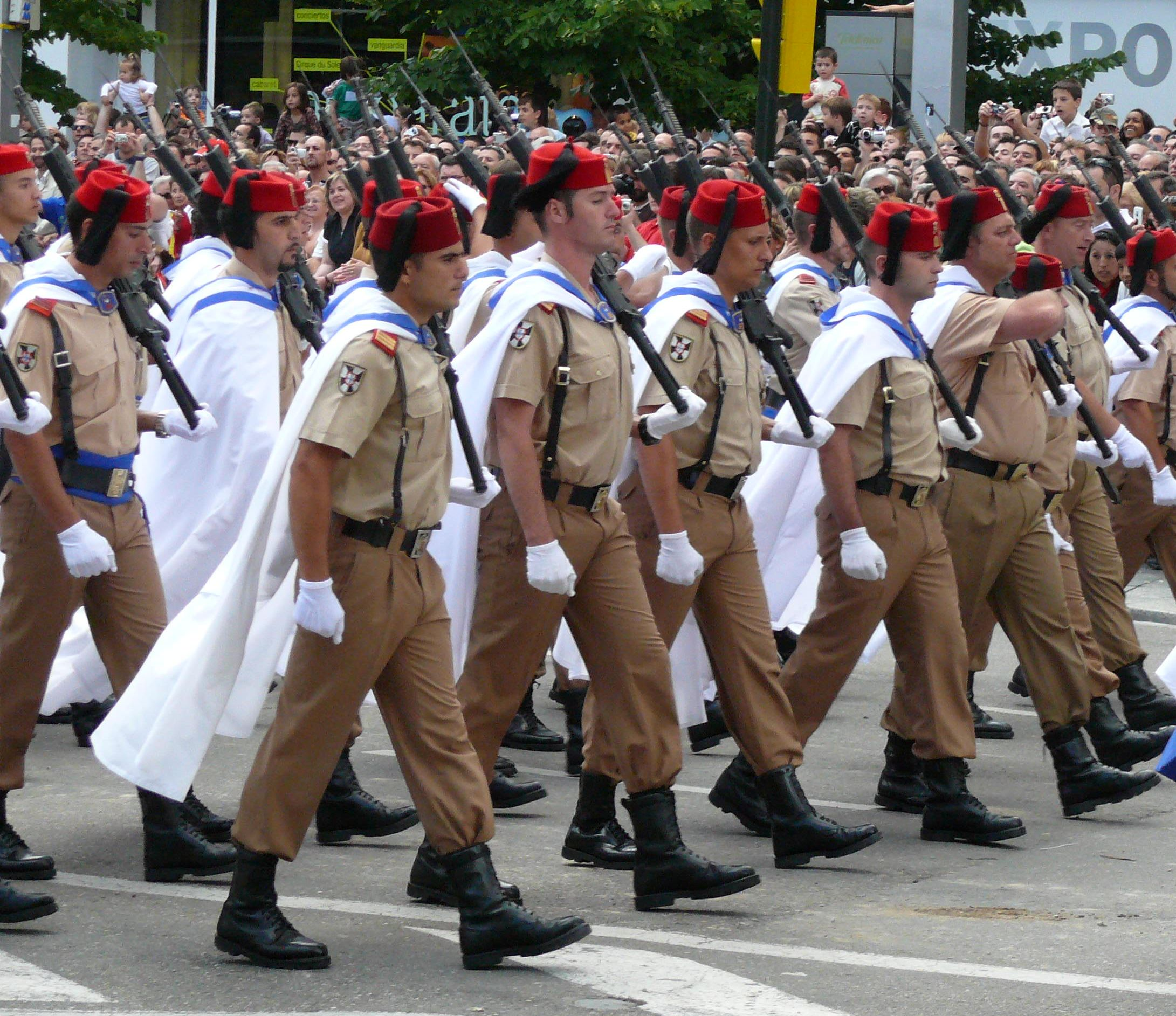
Regulares aus Ceuta bei einer Militärparade

Die Regulares tragen khaki-farbige Uniformen, einen weißen Umhang (genannt Alquicel), eine rote Schärpe sowie einen ebenfalls rotes Fes als Kopfbedeckung. Aufgrund der orientalisch anmutenden Kleidung und als Wüstenregiment ihres charakteristisch langsamen Marschschritt von 60 Schritt pro Minute mit ihrer Regimentsmusik sind sie ein sehr beliebter Gast bei Militärparaden.